# Břežany II
Břežany II település Csehországban, a Kolíni járásban. Břežany II Vykáň, Černíky, Horoušany, Vyšehořovice, Rostoklaty és Tuklaty településekkel határos. Lakosainak száma 941 fő (2024. január 1.).

## Népesség
A település lakosságának változását az alábbi diagram mutatja:
| Lakosok száma | 571  | 744  | 664  | 652  | 587  | 653  | 742  | 837  | 932  | 941  |
|               | 1869 | 1900 | 1921 | 1961 | 1980 | 2011 | 2016 | 2019 | 2021 | 2024 |